# Nikon D1
Die Nikon D1 ist eine digitale Spiegelreflexkamera des japanischen Herstellers Nikon, die im Oktober 1999 in den Markt eingeführt wurde. Der Hersteller richtete sie an Berufsfotografen.

## Technische Merkmale
Der CCD-Bildsensor im DX-Format erlaubt Aufnahmen mit maximal 2000 × 1312 Pixeln und stammt von Sony.
Der Formatfaktor der Kamera beträgt ca. 1,5. Sie hat eine 3D-Matrixmessung, die von der Farbmatrixmessung des analogen Modells F5 abgeleitet wurde. Dadurch werden ein automatischer Weißabgleich und eine Tonwertkorrektur ermöglicht. Die Auslöseverzögerung der Kamera beträgt 58 ms, die kürzestmögliche Verschlusszeit 1/16.000 Sekunde und die Blitzsynchronisationszeit beträgt 1/500 Sekunde.

## Geschichte
Die Kamera wurde 1999 auf der Messe des US-amerikanischen Fachverbands Photo Marketing Association International in Las Vegas als erste komplett von Nikon selbst entwickelte digitale Spiegelreflexkamera vorgestellt. Sie zeichnete sich in den technischen Daten durch verschiedene Alleinstellungsmerkmale aus.
Die Kamera ist das erste Modell der Nikon-D-Modellreihe und wurde später in den zeitgleich erschienenen Modellen Nikon D1X und Nikon D1H weiterentwickelt.